# Tielko Tilemann
Tielko Tilemann (* 1923 in Oldenburg; † 27. November 2014 in Lüneburg) war ein deutscher evangelischer Theologe. Von 1979 bis 1988 war er Landessuperintendent des Sprengels Lüneburg der Evangelisch-lutherischen Landeskirche Hannovers.

## Leben
Tielko Tilemann studierte ab 1946 in Kiel, Tübingen und Göttingen evangelische Theologie. Sein Vikariat verbrachte er in einem  Lehrlingsheim der Inneren Mission und in der Kirchengemeinde Celle-Neuenhäusen. Nach seiner Zeit am Predigerseminar in Loccum und dem zweiten Theologischen Examen war er fünf Jahre Pastor in der damaligen DDR. Ab 1958 war Tilemann am  Aufbau des Pfarrvikarsseminars in Hermannsburg/Celle beteiligt und wirkte dort als Dozent für Glaubenslehre. 1964 wurde er Landesbeauftragter für die Männerarbeit der Landeskirche Hannovers im Amt für Gemeindedienst. 1970 wurde Tielko Tilemann Superintendent des Kirchenkreises Emsland-Bentheim  und war dort entscheidend an der Errichtung der Jugendbildungsstätte Emlichheim und der ökumenischen Tagungs- und Bildungsstätte Kloster Frenswegen beteiligt. Von 1979 bis zu seiner Emeritierung wirkte er als Landessuperintendent des Sprengels Lüneburg. Tilemann war darüber hinaus u. a. als Vorsitzender des Öffentlichkeitsausschusses der 18. Landessynode der hannoverschen Landeskirche, Mitglied des Landessynodalausschusses der 19. Landessynode und Mitglied der Synode der Konföderation evangelischer Kirchen in Niedersachsen aktiv.
Tielko Tilemann war verwitwet und hinterließ drei Töchter.